# لینتس آم راین
شهر لینتس آم راین (به آلمانی: Linz am Rhein) در ایالت راینلند-فالتز در کشور آلمان واقع شده‌است.